# Lijst van voetbalinterlands Nederland - Thailand (vrouwen)
Deze lijst van voetbalinterlands is een overzicht van alle voetbalwedstrijden tussen de nationale vrouwenteams van Nederland en Thailand. Thailand en Nederland hebben één keer tegen elkaar gespeeld. Dit betrof een vriendschappelijke wedstrijd op 7 februari 2015 in Almelo.

## Wedstrijden
| № | Plaats | Datum           | Competitie        | Wedstrijd            | Uitslag |
| - | ------ | --------------- | ----------------- | -------------------- | ------- |
| 1 | Almelo | 7 februari 2015 | Vriendschappelijk | Nederland − Thailand | 7 − 0   |

## Samenvatting
| Competitie        | Totaal gespeeld | Winst Nederland | Gelijk | Winst Thailand | Doelsaldo Nederland – Thailand |
| ----------------- | --------------- | --------------- | ------ | -------------- | ------------------------------ |
| Vriendschappelijk | 1               | 1               | 0      | 0              | 7 − 0                          |
| Totaal            | 1               | 1               | 0      | 0              | 7 − 0                          |